# Jean Leering
Jean Leering (Amsterdam, 11 marzo 1934 – Eindhoven, 4 aprile 2005) è stato direttore di musei e docente universitario olandese.
Dopo aver fatto studi di architettura a Delft divenne nel 1964 direttore del Van Abbemuseum ad Eindhoven.